# حركة البيت الصغير

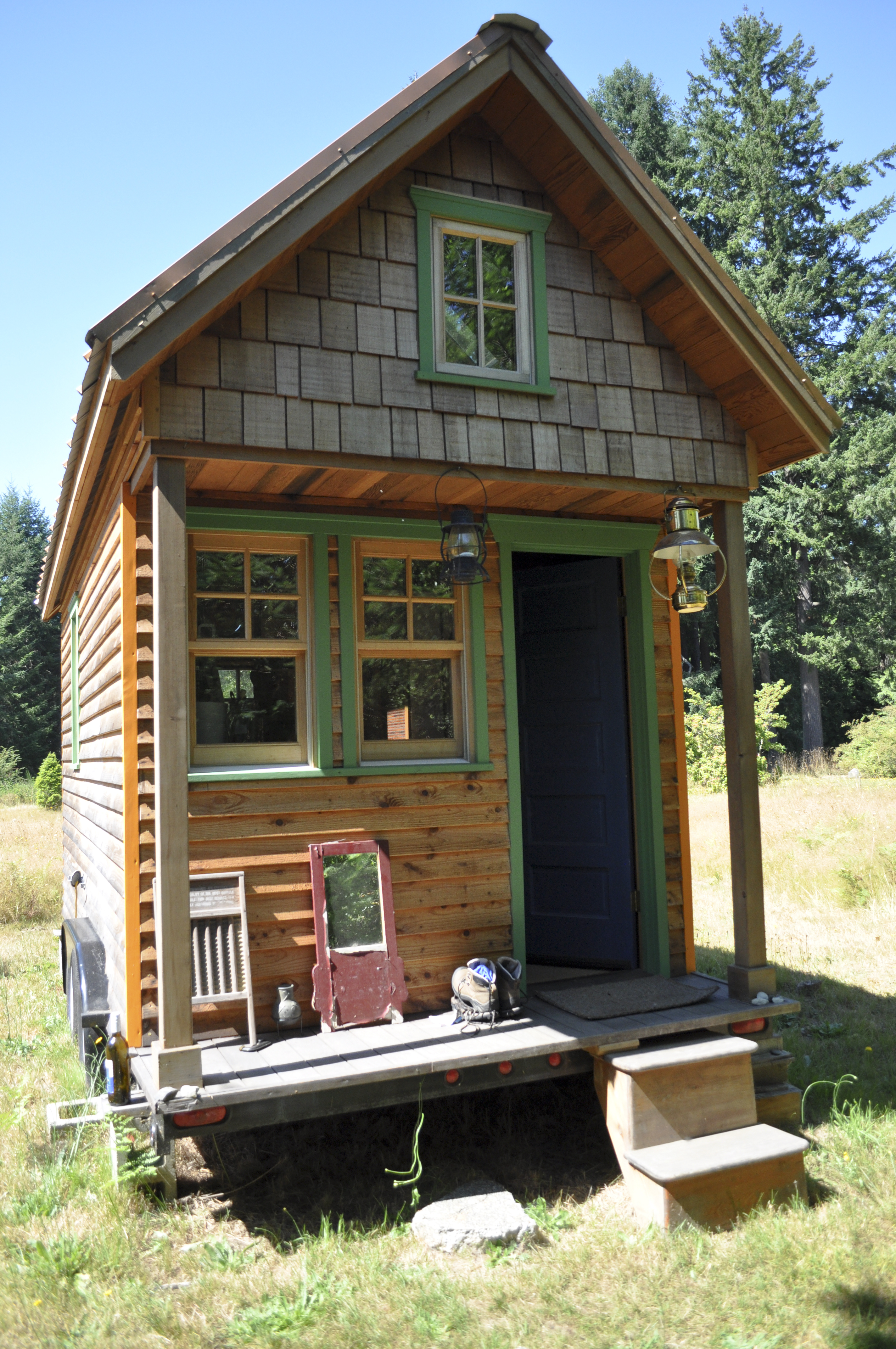
منزل متنقل صغير في بورتلاند بولاية أوريغون.

حركة البيت الصغير (تعرف كذلك بحركة البيت البسيط) هي حركة اجتماعية معمارية تدعو إلى تقليص وتبسيط مساحات السكن واعتماد فكرة أساسية «الاكتفاء بالقليل». وفقًا للرمز السكني الدولي لعام 2018 فإن ملحق كيو للمنازل الصغيرة هو عبارة عن منزل صغير «وحدة سكنية بمساحة أرضية أقصاها 37 متر مربع (400 قدم مربع) باستثناء الشرفات». يستخدم مصطلح «البيت الصغير» أحيانًا بالتناوب مع مصطلح «البيت المصغر». في الوقت الذي تدعو فيه الحركة بشكل أساسي إلى العودة لأساليب العيش البسيطة، إلا أنها اعتبرت كذلك حلًا محتملًا صديقًا للبيئة يعالج مشكلة العمران الحالية، بالإضافة إلى كونه خيارًا مرحليًّا عمليًا لمن يعاني من نقص في المأوى.
هذا التوصيف مهم جدًا لأن الكثير من الناس يتطلعون إلى وضع منازل صغيرة ضمن مساحات فارغة. على أية حال إذا كان المنزل الصغير هذا يفتقر إلى واحدة فقط من الحاجات الأساسية التي تتطلبها الوحدة السكنية، فهو لا يعدو كونه مجرد هيكلًا إضافيًا ثانويًا وذلك وفقًا للرمز السكني الدولي لعام 2018. هنالك العديد من الأسباب التي تدعو للعيش ضمن منزل صغير. كثير من الناس الذين اتبعوا هذا النمط المعيشي أعادوا التفكير في الأشياء التي يقدرونها حقًا في الحياة، وقرروا استثمار جهد أكبر لدعم مجتمعاتهم كحماية البيئة وقضاء وقت أطول مع عائلاتهم وتوفير المال.

## خلفية
ازداد متوسط حجم منازل العائلة الواحدة الجديدة في الولايات المتحدة من 1780 قدم مربع (152 متر مربع) في عام 1978 ليصبح 2479 قدم مربع (230.3 متر مربع) في عام 2007، وبعد ذلك ليبلغ 2662 قدم مربع (247.3 متر مربع) في عام 2013. يعود السبب في هذه الزيادة إلى زيادة الثروة المادية وارتفاع دخل الأفراد.
إن حركة البيت الصغير هي عودة للمنازل التي تبلغ مساحتها أقل من 1000 قدم مربع (93 متر مربع). لطالما يُحدَّد الفرق بين هذه المنازل، فالصغيرة تتراوح مساحتها بين (400 و1000 قدم مربع أو 37 و93 متر مربع)، أما الأصغر فتبلغ مساحتها (أقل من 400 قدم مربع أو 37 متر مربع)، وهنالك منازل أقل مساحة بكثير فتبلغ مساحتها نحو 80 قدم مربع (7.4 متر مربع) فقط.

## لمحة تاريخية
جاء كوخ البندقية في مرحلة زمنية قبل المنزل الصغير، وهو عبارة عن بناء بطابق واحد انتشر استخدامه بشكل واسع بين الأميركيين الحضريين السود منذ أواخر القرن التاسع عشر وحتى فترة الكساد الكبير في الثلاثينيات من القرن العشرين. على الرغم من أن القليل من هذه المنازل ضمت أكثر من غرفتي نوم، إلا أنها وفرت مكان إقامة لجميع عائلات الياقات الزرقاء في مدن جنوب الولايات المتحدة مثل مدينة نيو أورلينز. 

أدرج اسم هنري ديفيد ثورو وكتابه والدن في كثير من الأحيان كمصدر إلهام لحركة «البيت الصغير». بينما اعتبر البعض أن الحركة الحديثة بدأت في سبعينيات القرن العشرين من قبل فنانين مثل آلان ويكسلير الذي اختبر فكرة اختيار العيش ضمن مساحة صغيرة. يوجد العديد من رواد هذه الحركة مثل لويد خان مؤلف كتاب شيلتير (1973) وليستر ووكر مؤلف كتاب تايني هاوسيز (1987). أطلقت سارا سوزانكا «الحركة المضادة» لتشجيع فكرة المنازل الأصغر التي استفاضت في شرح تفاصيلها في كتابها ذا نت سو بيغ هاوس (1997).
بنى جاي شافر أول منزل صغير له في لوا من عام 1999، وعاش فيه لمدة خمس سنوات. بلغت مساحة المنزل 110 قدم مربع (10 متر مربع)، مع سقف جملوني وشرفة.
انتشرت فكرة المنازل المتنقلة القائمة على عجلات من قبل جاي شافر الذي صمم وعاش ضمن منزل مساحته 96 قدم مربع (8.9 متر مربع)، وبعدها طرح خططه الأولية للمنازل الصغيرة القائمة على عجلات، فأسس بداية شركة تامبلويد للمنازل الصغيرة ومن ثم شركة فور لايتس للمنازل الصغيرة في 6 سبتمبر عام 2012. أسس جاي شافر في عام 2002 جمعية البيت الصغير بالتعاون مع غريغ جونسون وشاي سالمون ونيجل فالديز. بعد ذلك نشر كل من سالمون وفالديز دليلهما المعاصر عن حركة البيت الصغير، ليتل هاوس أون إي سمول بلانيت (2006)، أما جونسون فنشر مذكراته بعنوان بوت يور لايف أون إيه دايت (2008).
جذبت حركة «البيت الصغير» اهتمامًا أكبر مع حلول الأزمة الاقتصادية العالمية ما بين عامي 2007 و2009 بتقديمها منازل سكنية ذات أسعار مقبولة وصديقة للبيئة. بالإجمال، مثلت هذه الفكرة المعمارية جزءًا صغيرًا جدًا من الصفقات العقارية وبالتالي فإن 1% فقط من الوكلاء اقتنوا منازلًا تبلغ مساحتها 1000 قدم مربع (93 متر مربع) أو أقل. تستخدم المنازل الصغيرة هذه كوحدات سكنية ثانوية فتكون ملحقًا سكنيًا إضافيًا يقع ضمن حدود الملكية السكنية كمكتب منزلي أو منزل للضيوف للأقارب المسنين أو عند عودة الأطفال. تكلف المنازل الصغيرة عادة نحو 20,000$ إلى50,000$ منذ عام 2012.
نالت فكرة المنازل الصغيرة تغطية إعلامية معتبرة بما في ذلك البرنامج التلفزيوني الواقعي تايني هاوس نيشون في عام 2014 وتايني هاوس هانترز. أنشأ بريس لانغستون من نيوزيلندا قناة على اليوتيوب أسماها ليفينغ بيغ إن إي تايني هاوس، تميزت بعرض منازل صغيرة عالمية ومساكن صديقة للبيئة.
لطالما قورنت المنازل المقامة على عجلات مع المركبات المعدلة. في كل من الولايات المتحدة وكندا يعتبر النموذج المقام على عجلات مركبة معدلة إذا لم تتجاوز أبعاده خصائص قياسية معينة، وهي 50 متر مربع (540 قدم مربع) في كندا و400 قدم مربع (37 متر مربع) في أميركا. أما المنازل الصغيرة فتقام حسب قوانين البناء الحكومية والإقليمية والمحلية. في حين تقام المركبات المعدلة وفق معايير يحددها مجلس المعايير في كندا أو جمعية صناعة المركبات المعدلة. تصمم المنازل الصغيرة لتدوم كالمنازل التقليدية ويستخدم فيها تقنيات ومواد البناء التقليدية وتشبه جماليًا المنازل الكبيرة.

## خارج الولايات المتحدة
بالرغم من نشوء الحركة ونشاطها بشكل خاص في الولايات المتحدة، إلا أن الاهتمام بفكرة المنازل الصغيرة لوحظ في العديد من الدول المتقدمة.
- في أستراليا: بدأت بعض الاهتمامات من خلال مصممين مثل فريد شولتز وشركات بناء مثل ديزاينر إيكو تايني هومز التي تعتبر أكبر شركة بناء في أستراليا وكانت في المقدمة منذ عام 2016.[29] تعود ملكيتها إلى غرانت إيمانز وانتهت إلى معملين في أولاديلا على الساحل الجنوبي لويلز الجنوبية الجديدة. وظفت الشركة ما يزيد عن 40 شخص وأنشأت 100 منزلًا صغير سنويًا. افتتحت الشركة في عام 2022 أول صالة عرض للمنازل الصغيرة في العالم وأضافت كذلك نموذجًا جديدًا للمنازل إلى مجموعتها بطول 9.6 متر وهي الأطول في أستراليا. كذلك أقامت مشروع تيكنوبودس لبناء المنازل الجزئية. بالإضافة إلى قرية تيتان هيلز على طول طريق فيكتوريا غريت أوشن رود،[30] وهو أول مجمع للمنازل الصغيرة في العالم خطط له بمهارة بنظام شبكات منعزل وصديق للبيئة.